# Bataille de Sainte-Pazanne
Guerre de Vendée
Batailles
La bataille de Sainte-Pazanne se déroule le 27 novembre 1793 lors de la guerre de Vendée.

## Déroulement
Le 26 novembre 1793,,, le bourg de Port-Saint-Père est pris par la colonne de l'adjudant-général Jordy, forte de 3 000 hommes,. Ce dernier y laisse un poste de 200 hommes pour garder le pont,.
Le matin du 27 novembre,, Jordy se remet en marche et attaque la localité de Sainte-Pazanne. Il s'en empare après un combat de deux heures contre les forces de La Cathelinière et de Guérin. Les Vendéens laissent 61 morts.

## Conséquences
Jordy poursuit ensuite sa marche et prend Bourgneuf-en-Retz, évacuée sans combat par les Vendéens,,,, ainsi que Beauvoir-sur-Mer. Poursuivis par les républicains, les insurgés se réfugient à Arthon-en-Retz et dans la Forêt de Princé,,. Le 28, Jordy fait sa jonction avec le général Haxo à Legé,. Le 2 décembre, il s'empare du château de Princé et le détruit. Il fouille ensuite la forêt et s'empare de réserves de blés qu'il fait expédier à Nantes,.